# Krishna Das
Krishna Das, nome d'arte di Jeffrey Kagel (31 maggio 1947), è un musicista e maestro di Nada Yoga e Mantra Yoga statunitense, cantante di kirtan e soprannominato la "Rockstar dello Yoga".

## Biografia
Krishna Das è molto noto in America, India e in Europa.